# ۳ زرافه
۳ زرافه یک ستاره است که در صورت فلکی زرافه قرار دارد.